# Empoascanara
Empoascanara är ett släkte av insekter. Empoascanara ingår i familjen dvärgstritar.

## Dottertaxa tillEmpoascanara, i alfabetisk ordning[1]
- Empoascanara africana
- Empoascanara alami
- Empoascanara angkhangica
- Empoascanara apara
- Empoascanara arooni
- Empoascanara australensis
- Empoascanara benigna
- Empoascanara bucephala
- Empoascanara caespitis
- Empoascanara capreola
- Empoascanara cilla
- Empoascanara circumscripta
- Empoascanara coreca
- Empoascanara cyclopula
- Empoascanara defecta
- Empoascanara digitata
- Empoascanara dissimilis
- Empoascanara dobraha
- Empoascanara dravidana
- Empoascanara dubiosa
- Empoascanara dura
- Empoascanara dwalata
- Empoascanara dwukropka
- Empoascanara ethiopica
- Empoascanara falcata
- Empoascanara fumigata
- Empoascanara gracilis
- Empoascanara hazarensis
- Empoascanara hirsuta
- Empoascanara hongkongica
- Empoascanara ibis
- Empoascanara iga
- Empoascanara ihaha
- Empoascanara indica
- Empoascanara inflecta
- Empoascanara katungurica
- Empoascanara kotoshonis
- Empoascanara lata
- Empoascanara limbata
- Empoascanara linnavuorii
- Empoascanara longicornis
- Empoascanara lopburica
- Empoascanara maculifrons
- Empoascanara mai
- Empoascanara mana
- Empoascanara nagpurensis
- Empoascanara niazii
- Empoascanara nigra
- Empoascanara nigrobimaculata
- Empoascanara obtusa
- Empoascanara pallidula
- Empoascanara papaha
- Empoascanara papuensis
- Empoascanara penta
- Empoascanara peregrina
- Empoascanara plagialis
- Empoascanara plamka
- Empoascanara plicata
- Empoascanara prima
- Empoascanara producta
- Empoascanara quarta
- Empoascanara regularis
- Empoascanara risa
- Empoascanara sathyamangalamensis
- Empoascanara serrata
- Empoascanara shewelli
- Empoascanara simplices
- Empoascanara singhi
- Empoascanara sipra
- Empoascanara smuga
- Empoascanara sonani
- Empoascanara sordida
- Empoascanara stilleri
- Empoascanara tagabica
- Empoascanara tamara
- Empoascanara thomasi
- Empoascanara tratica
- Empoascanara truncata
- Empoascanara tytaniae
- Empoascanara ueda
- Empoascanara ugandana
- Empoascanara unipunctata
- Empoascanara wasata
- Empoascanara wilsoni
- Empoascanara vinia
- Empoascanara yaya
- Empoascanara zini